# Hourya Benis Sinaceur
Hourya Sinaceur là một triết gia người Maroc.

## Tiểu sử
Hourya Benis sinh năm 1940 tại Casablanca ở Maroc. Cô là một chuyên gia về lý thuyết và lịch sử toán học. Cuốn sách nổi tiếng nhất của bà là Field and Model được xuất bản năm 2003. Sinaceur làm việc cho Đại học Paris-Sorbonne và CNRS cũng ở Paris và URS ở Rabat. Bà hiện là thành viên của Ủy ban Lịch sử và Triết học Khoa học Quốc gia Pháp (Comité National Francais d'Histoire et de Philosophie des Science (CNFHPS)).